# ジョン・ド・ラ・ポール (初代リンカーン伯)
リンカーン伯ジョン・ド・ラ・ポール（John de la Pole, Earl of Lincoln, 1642/64年 - 1487年6月16日）は、薔薇戦争期のヨーク派のイングランドの貴族。
叔父リチャード3世の死後、ジョンはチューダー朝政権と和解したが、2年後、ヨーク派による大規模な反乱を組織した。ランバート・シムネルを王位に就けようとし、シムネルは実は従弟のウォリック伯エドワードであると主張した。これが成功した場合に自身が王位を奪取するつもりであったかどうかは定かではないが、歴史家の間では広くその可能性を指摘されている。1487年のストーク・フィールドの戦いで敗北し、戦死した。

## 生涯
第2代サフォーク公ジョン・ド・ラ・ポールとエリザベス・オブ・ヨーク（ヨーク公リチャードとセシリー・ネヴィルの三女）の間の長男として誕生した。第3代サフォーク公エドムンド・ド・ラ・ポールの兄。
伯父エドワード4世は1467年3月13日にジョンをリンカーン伯に叙した。
エドワード王の死後、エドムンド・ド・ラ・ポールは叔父リチャード3世の強力な支持者となった。彼は年間約500ポンドの歳入を与えられ、北部評議会の議長に任命された。リチャードの息子で後継者のエドワード・オブ・ミドルハムの死後、リンカーン伯は後任としてアイルランド副官に任命されたが、アイルランドの統治は第8代キルデア伯ジェラルド・フィッツジェラルドにより現地で行われていたため、これは名目上の地位に過ぎなかった。
母方の叔父である国王リチャード3世の統治の最後の年である1485年、リンカーン伯はヨーク派の血統の中で「リチャード3世に最も近い成人男子」であったため、リチャード3世の王位継承者に指名された。リチャード3世はリンカーン伯に重要な土地を与え、さらに、伝統的に王位継承者に与えられるコーンウォール公領の収入をも与えた。だが、1485年8月22日にボズワースの戦いでリチャード3世が敗死すると、勝者であるヘンリー7世が新国王として即位した。
一旦はヘンリー7世を受け入れるリンカーン伯だったが、王権への魅力は抑えきれず、間もなく王位継承権を持つウォリック伯エドワードの替え玉であるランバート・シムネルを擁立して、政権を獲得しようとした。この目論みは結局、1487年にストーク・フィールドの戦いでヘンリー7世に敗北したところで潰える。リンカーン伯もこの戦闘で戦死し、1487年11月、死後に私権を剥奪された。
リンカーン伯の死後も、ド・ラ・ポール家の王位継承権は失われなかった。弟の第3代サフォーク公エドマンド・ド・ラ・ポールは、1513年にヘンリー8世の命令で処刑されるまで、ヨーク派の王位継承権を主張する筆頭となった。さらに弟のリチャード・ド・ラ・ポールは、パヴィアの戦い（1525年2月24日）で死ぬまで王位継承権を主張し続けた。一方、4番目の弟ウィリアムはロンドン塔に37年間幽閉され、1539年に亡くなった。

## 結婚
リンカーンは、おそらく1470年代後半までに、第17代アランデル伯トマス・フィッツアランと、エリザベス・ウッドヴィルの妹マーガレット・ウッドヴィルの娘であるマーガレット・フィッツアランと結婚した。しかし、この結婚で子供は生まれなかった。一部の史料ではエドワードという名の息子がいたとされているが、エドワードが生まれたとされる当時、マーガレットはまだ8歳であったため、これはあり得ない。
1524年10月、マーガレットの父トマス・フィッツアランは娘マーガレットに「トルコ石の大きな指輪」を遺贈した。マーガレットは再婚しなかったようであり、没日も不明である。